# ماريو ريت
ماريو ريت (بالألمانية: Mario Reiter) هو لاعب كرة قدم نمساوي في مركز الوسط، ولد في 23 أكتوبر 1986 في اشتاير في النمسا. شارك مع منتخب النمسا تحت 21 سنة لكرة القدم ومنتخب النمسا لكرة القدم. أما مع النوادي، فقد لعب مع أوستريا فيينا وأوسكو باشينغ ولاسك لينتس ونادي رييد.

## وصلات خارجية
- ماريو ريت على موقع قاعدة بيانات كرة القدم.إي يو (الإنجليزية)
- ماريو ريت على موقع بيانات كرة القدم. دي إي (الألمانية)
- ماريو ريت على موقع Soccerway.com (الإنجليزية)
- ماريو ريت على موقع عالم كرة القدم.نت (الإنجليزية)